# 联盟TMA-17
联盟TMA-17是俄罗斯联盟计划的一艘载人航天飞船。莫斯科时间2009年12月20日0时52分，联盟-FG运载火箭携带联盟TMA-15从哈萨克斯坦拜科努尔航天发射场发射升空，前往国际空间站。经过两天飞行，载人飞船与空间站成功对接。
飞船上载有第22长期考察组的三名宇航员，分别为俄罗斯宇航员奥列格·科托夫、美国宇航员蒂莫西·克里默和日本宇航员野口聪一。其中奥列格·科托夫担任飞船指令长，蒂莫西·克里默和野口聪一担任飞船随航工程师。